# توتسزوو
توتسزوو (به لاتین: Tłoczewo) یک منطقهٔ مسکونی در لهستان است که در Gmina Nowe Piekuty واقع شده‌است.